# Visconde de Pereira Machado
Visconde de Pereira Machado é um título nobiliárquico criado por D. Luís I de Portugal, por Decreto de 18 de Setembro de 1861, em favor de Guilherme Augusto Pereira Machado.
Titulares
1. Guilherme Augusto Pereira Machado, 1.º Visconde de Pereira Machado;
2. Guilherme Augusto Pereira Machado Júnior, 2.º Visconde de Pereira Machado.

Após a Implantação da República Portuguesa, e com o fim do sistema nobiliárquico, usaram o título: 
1. Nuno Guilherme de Brito e Cunha, 3.º Visconde de Pereira Machado;
2. Nuno Alberto de Brito e Cunha, 4.º Visconde de Pereira Machado.